# Milton Babbitt
Milton Babbitt (Philadelphia (Pennsylvania), 10 mei 1916 – 29 januari 2011) was een Amerikaans componist.
Babbitt is een exponent van het serialisme, en noemt zichzelf een maximalist. Hij studeerde aan de universiteiten van New York en Princeton. Daarnaast ontving hij privélessen compositie van Roger Sessions. In 1982 ontving Babbitt de Pulitzer Special Citation for Music voor zijn baanbrekende werk op het gebied van dodecafonie en elektronische muziek.

## Werken

### Met orkest
- Relata I for orchestra
- Relata II
- Forces (opera)
- Piano concerto

### Voor piano solo
- Three compositions (1948)
- Duet (1956)
- Semi-simple variations (1956)
- Partitions (1957)
- Post-Partitions (1966)
- Tableaux (1973)
- Reflections (1974) for piano and synthesized tape
- Canonical form (1983)
- Lagniappe (1985)